# 真成寺 (魚津市)
真成寺（しんじょうじ）は、富山県魚津市真成寺町にある日蓮宗の寺院。山号は玉蓮山。旧本山は京都妙覚寺、奠師法縁(奠統会)。　

## 歴史
慈光院日等（真如坊）の開山で創建された。創立当初は、鹿熊村（現在の魚津市鹿熊）にあったが、天正年間に現在の真成寺町に移されたとされる。
真成寺の開山は、慈光院日等上人。日等上人は魚津市の東北4キロの大谷温泉の裏山にある大谷の郷に誕生した。1を聞いて10を悟る神童と、幼少の頃より村人達から一目を置かれる存在であった。また、青年になった日等上人は日蓮宗の僧侶になる事を決意した。南無阿弥陀仏の信仰が篤い魚津市において『法華経』“南無妙法蓮華経”こそが世の人々の心に光を灯す真実の教えであると悟り、京都へと行学二道（ぎょうがくにどう）の修行実践の為に向かった。その頃、京都で「学徳兼備の名僧」と尊敬をあつめた日蓮宗本山妙覚寺第19世の日乾上人に弟子入りし、「真如房」と命名された。「真如房」は、師匠である日乾上人について修行研鑽の日々を過ごした。一意専心（いちいせんしん）行学二道を励み、経験を積んだ真如房は久しぶりに魚津へ帰郷し、昔なつかしい村人達に『法華経』の法話実践と、祈祷をして、その名を轟かせた。
また時を同じくして、魚津市松倉城の大家老、玉ノ池伊織（たまのいけいおり）が生命が危ぶまれる程の高熱にかかり、妻子は付近に安置される松の木明神に日参して病気平癒を祈願した。ある夜のこと、妻子に「大谷の行者を招き加持祈祷をお願いせよ」と夢のお告げがあったので、名声を轟かせた真如房を館に招き、病気平癒の御祈祷をした。すると霊験たちまち病魔を退散した。その事実に一族悉く日蓮宗に改宗し、城内の片隅に草庵が建立されたのが真成寺の創建である。その後、家老・吉崎多聞（よしさきたもん）の妻が難産で苦しんでいる時にも、真如房の祈祷によって、難産が安産へと導き救われた。両武士の感激は、いかばかりだったとされる。そんな両武士の寄進によって、大谷の郷に新寺が建立され、現在も寺屋敷の跡があり、近くに真如房（日等上人）の墓が建立され、日蓮宗ではない村人達からも、信仰の対象となり仰がれている。

## 寺宝
- 大聖人題目本尊　この他久遠寺法主の日乾（21世）、日遠（22世）、日暹（26世）の本尊も伝わる。
- 日蓮聖人像　鎌倉時代作と伝わる。日等が日乾から贈られたもの。
- 鬼子母神像　久遠成院日親の作と伝わる。

## YouTubeチャンネル『かんちゃん住職』
当寺の副住職が新型コロナウイルス感染症の流行を機に2021年12月にYouTube内にて配信を開始した動画チャンネル。お悩み相談や正しい墓参りの仕方など、仏教の教えに基づく動画を配信している。登録者数は20万人、総再生回数は約6,300万回を超え、中には150万再生を超えた動画もある（いずれも2024年10月時点）。

## 参考資料
- 日蓮宗寺院大鑑編集委員会『宗祖第七百遠忌記念出版 日蓮宗寺院大鑑』大本山池上本門寺 (1981年)
- 北日本新聞 2011年12月18日
- 北日本新聞 2016年1月21日

## 公式サイト
- 公式ウェブサイト
- かんちゃん住職〔Kankyo Tanikawa〕（YouTubeチャンネル）

座標: 北緯36度48分57.7秒 東経137度23分52.9秒 / 北緯36.816028度 東経137.398028度